# Methone (Messenië)
Methoni of Methoni Messinias (Grieks: Μεθώνη of Μεθώνη Μεσσηνίας) is een deelgemeente (dimotiki enotita) van de fusiegemeente (dimos) Pylos-Nestoras, in de Griekse bestuurlijke regio (periferia) Peloponnesos.
Methoni (ook Mothone, Methone, bij Homerus Pedasos) is een kleine Griekse havenstad in Messenië aan de zuidwestkant van de Peloponnesos gelegen.

## Geschiedenis
Methoni werd reeds vermeld in Homerus' Ilias als Pedasos. De polis een belangrijke haven was in de oudheid door haar natuurlijke haven. Ze werd samen met Pylos tijdens de Tweede Messenische Oorlog tot 620 v.Chr. behouden als laatste bolwerk van de Messeniërs tegen Sparta, maar viel daarna tot 370 v.Chr. onder de heerschappij van Sparta. In 431 v.Chr. trachtte Athene zonder succes de stad te veroveren.
Tijdens de Romeinse burgeroorlogen versterkt Marcus Antonius Methoni, maar Marcus Vipsanius Agrippa veroverde het nog vóór de slag bij Actium. De Romeinse keizer Traianus verklaarde Methoni in het begin van de 2e eeuw n. Chr. tot vrije stad. Tijdens Byzantijns en Venetiaanse periode (vanaf 1124) werd de stad met machtige, vandaag de dag nog zeer goed onderhouden stadsmuren versterkt. In 1498 veroverden de Ottomanen de stad, en van 1686 tot 1715 viel Methoni opnieuw voor een korte tijd onder de heerschappij van Venetië. De laatste Venetiaanse commandant was generaal graaf Zacco.
Tijdens de Griekse Onafhankelijkheidsoorlog werd de stad in 1825 verwoest, maar door Franse troepen in 1827 bevrijd en aan Griekenland overhandigd.